# Línea 534 (Interurbanos Madrid)
La línea 534 de la red de autobuses interurbanos de Madrid une Parque Coímbra y el Intu Xanadú con Madrid, llegando hasta el intercambiador de Príncipe Pío.

## Características
Esta línea une la capital con la urbanización Parque Coímbra (Móstoles) y el centro comercial Intu Xanadú, situado en Arroyomolinos.
La línea mantiene los mismos horarios todo el año (exceptuando las vísperas de festivo y festivos de Navidad).
Está operada por la empresa Arriva Madrid mediante la concesión administrativa VCM-501 - Madrid – Batres (Viajeros Comunidad de Madrid) del Consorcio Regional de Transportes de Madrid.
Desde el miércoles 15 de enero de 2025, la línea se vio modificada como consecuencia del soterramiento del Paseo de Extremadura, acortando su recorrido hasta Cuatro Vientos, donde los autobuses del corredor 5 tendrán su cabecera provisional mientras duren las obras.

## Horarios
| Lunes a viernes laborables | Lunes a viernes laborables | Sábados laborables | Sábados laborables | Domingos y festivos | Domingos y festivos |
| Madrid > Xanadú            | Xanadú > Madrid            | Madrid > Xanadú    | Xanadú > Madrid    | Madrid > Xanadú     | Xanadú > Madrid     |
| 07:05                      | 06:00                      | 07:00              | 06:00              | 07:00               | 06:00               |
| 07:30                      | 06:30                      | 08:00              | 06:45              | 08:00               | 06:45               |
| 08:00                      | 07:00                      | 09:00              | 07:45              | 09:00               | 07:45               |
| 08:30                      | 07:35                      | 10:00              | 09:00              | 10:00               | 09:00               |
| 09:00                      | 08:00                      | 11:00              | 10:00              | 11:00               | 10:00               |
| 09:30                      | 08:30                      | 12:00              | 11:00              | 12:00               | 11:00               |
| 10:00                      | 09:00                      | 13:00              | 12:00              | 13:00               | 12:00               |
| 11:00                      | 10:00                      | 14:00              | 13:00              | 14:00               | 13:00               |
| 12:00                      | 11:00                      | 15:00              | 14:00              | 15:00               | 14:00               |
| 13:00                      | 12:00                      | 16:00              | 15:00              | 16:00               | 15:00               |
| 14:00                      | 13:00                      | 17:00              | 16:00              | 17:00               | 16:00               |
| 14:30                      | 14:00                      | 18:00              | 17:00              | 18:00               | 17:00               |
| 15:00                      | 14:30                      | 19:00              | 18:00              | 19:00               | 18:00               |
| 15:30                      | 15:00                      | 20:00              | 19:00              | 20:00               | 19:00               |
| 16:00                      | 15:30                      | 21:00              | 20:00              | 21:00               | 20:00               |
| 16:30                      | 16:00                      | 22:00              | 21:00              | 22:00               | 21:00               |
| 17:00                      | 16:30                      | 23:00              | 22:00              | 23:00               | 22:00               |
| 17:30                      | 17:00                      | 24:00              | 23:00              |                     |                     |
| 18:00                      | 18:00                      |                    |                    |                     |                     |
| 19:00                      | 19:00                      |                    |                    |                     |                     |
| 20:00                      | 19:30                      |                    |                    |                     |                     |
| 20:30                      | 20:00                      |                    |                    |                     |                     |
| 21:00                      | 21:00                      |                    |                    |                     |                     |
| 22:00                      | 22:00                      |                    |                    |                     |                     |
| 23:00                      | 22:40                      |                    |                    |                     |                     |
| 24:00                      | 23:20                      |                    |                    |                     |                     |

## Recorrido y paradas
NOTA: Debido a las obras de soterramiento de la autovía A-5, las paradas sombreadas en rojo se encuentran fuera de servicio, desde el 15 de enero de 2025 hasta fin de obras.

### Sentido Parque Coímbra - Xanadú
| Código | Parada                                     | Común con                                                                                         | Conexiones con Metro y Cercanías | Municipio     | Zona |
| ------ | ------------------------------------------ | ------------------------------------------------------------------------------------------------- | -------------------------------- | ------------- | ---- |
| 17051  | Intercambiador de Príncipe Pío (dársena 9) |                                                                                                   | Príncipe Pío                     | Madrid        |      |
| 881    | Paseo de Extremadura-El Greco              | 36 39 65 511 512 513 514 516 518 521 522 523 524 525 528 538 539 541 545 546 547 548 551 581      |                                  | Madrid        |      |
| 892    | Campamento                                 | 36 39 495 511 512 513 514 516 518 521 522 523 524 525 528 538 539 541 545 546 547 548 551 573 581 | Campamento                       | Madrid        |      |
| 50055  | P.º Extremadura - Cuatro Vientos           | 495 511 512 513 514 516 517 518 521 522 523 524 525 528 538 539 551 560 581                       | Cuatro Vientos                   | Madrid        |      |
| 08376  | Ctra. A-5 - Museo del Aire y del Espacio   | 511 512 513 514 516 517 518 521 522 523 524 525 528 538 539 560                                   |                                  | Madrid        |      |
| 08640  | Av. Sauces - P.º de Mostoles               | 5                                                                                                 |                                  | Móstoles      |      |
| 08641  | Mimosas - Av. Los Sauces                   | 5                                                                                                 |                                  | Móstoles      |      |
| 20358  | Av. Rosales - Tamarindo                    |                                                                                                   |                                  | Móstoles      |      |
| 15653  | Av. Rosales - Pza. Adelfas                 | 5                                                                                                 |                                  | Móstoles      |      |
| 16804  | Av. Rosales - Fresnos                      |                                                                                                   |                                  | Móstoles      |      |
| 16805  | Av. Rosales - Arces                        |                                                                                                   |                                  | Móstoles      |      |
| 16806  | Av. Rosales - Pza. Coníferas               |                                                                                                   |                                  | Móstoles      |      |
| 15404  | Puerto de Somosierra - Ctra. M413          | 498A                                                                                              |                                  | Arroyomolinos |      |
| 15331  | C. C. Madrid Xanadú - Aparcamiento         | 496 498A                                                                                          |                                  | Arroyomolinos |      |
| 15328  | C. C. Madrid Xanadú - Centro Comercial     | 496 498A                                                                                          |                                  | Arroyomolinos |      |
| 18292  | C. C. Madrid Xanadú - Centro de Ocio       |                                                                                                   |                                  | Arroyomolinos |      |

### Sentido Madrid (Príncipe Pío)
| Código | Parada                                     | Común con                                                                                  | Conexiones con Metro y Cercanías | Municipio     | Zona |
| ------ | ------------------------------------------ | ------------------------------------------------------------------------------------------ | -------------------------------- | ------------- | ---- |
| 18292  | C. C. Madrid Xanadú - Centro de Ocio       |                                                                                            |                                  | Arroyomolinos |      |
| 15329  | C. C. Madrid Xanadú - Centro Comercial     | 496 498A                                                                                   |                                  | Arroyomolinos |      |
| 15330  | C. C. Madrid Xanadú - Aparcamiento         | 496 498A                                                                                   |                                  | Arroyomolinos |      |
| 15403  | Puerto de Somosierra - Ctra. M413          |                                                                                            |                                  | Arroyomolinos |      |
| 16187  | Av. Rosales - P.º Olivos                   | 5                                                                                          |                                  | Móstoles      |      |
| 16188  | Av. Rosales - Arces                        | 5                                                                                          |                                  | Móstoles      |      |
| 08646  | Av. Rosales - Laurel                       | 5                                                                                          |                                  | Móstoles      |      |
| 20357  | Av. Rosales - Pza. Adelfas                 |                                                                                            |                                  | Móstoles      |      |
| 20359  | Av. Rosales - Mimosas                      |                                                                                            |                                  | Móstoles      |      |
| 09713  | Av. Sauces - P.º de Los Cedros             | 5                                                                                          |                                  | Móstoles      |      |
| 09718  | Av. Sauces - P.º de Los Olivos             | 5                                                                                          |                                  | Móstoles      |      |
| 08377  | Ctra. A-5 - Museo del Aire y del Espacio   | 511 512 513 514 516 517 518 521 522 523 524 525 528 538 539 560                            |                                  | Madrid        |      |
| 08464  | P.º Extremadura - Cuatro Vientos           | 495 511 512 513 514 516 517 518 521 522 523 524 525 528 538 539 551 560 581                | Cuatro Vientos                   | Madrid        |      |
| 893    | Campamento                                 | 39 495 511 512 513 514 516 518 521 522 523 524 525 528 538 539 541 545 546 547 548 551 581 | Campamento                       | Madrid        |      |
| 885    | Surbatán                                   | 36 39 511 512 513 514 516 518 521 522 523 524 525 528 538 539 541 545 546 547 548 551 581  |                                  | Madrid        |      |
| 17051  | Intercambiador de Príncipe Pío (dársena 9) |                                                                                            | Príncipe Pío                     | Madrid        |      |